# Romanische Buchmalerei

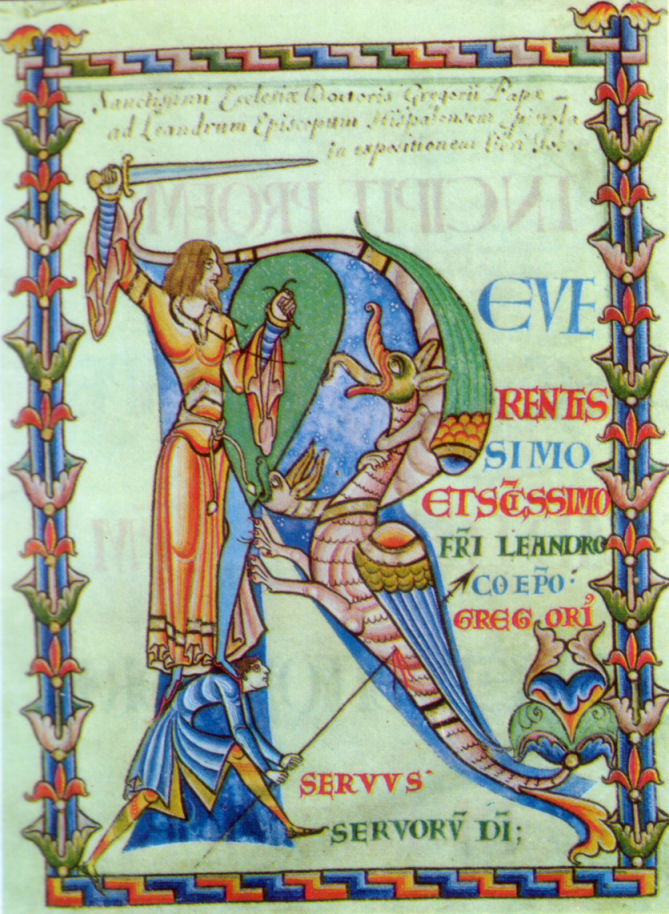
Moralia in Iob (Cîteaux, 1109/11, R-Initiale mit der Darstellung eines Kampfes mit einem Drachen).

Die romanische Buchmalerei ist ein europäischer Stil der Buchmalerei, der gegen Ende des 11. Jahrhunderts aus der ottonischen Buchmalerei hervorgeht und im 13. Jahrhundert in die Buchmalerei der Gotik übergeht.
Etwa ab dem späten 11. Jahrhundert fasst man, ausgehend von der Architektur, die bis dahin auch regional unterschiedenen europäischen Kunststile als Romanik zusammen. Einerseits nahm die Zahl der produzierten Handschriften beträchtlich zu, gleichzeitig verwischten die landschaftlichen Unterschiede zugunsten eines relativ einheitlichen Formenvokabulars, wenn dieses auch stark von der jeweiligen Künstlerpersönlichkeit des Buchmalers individuell ausgestaltet war. Der charakteristische Buchtyp der Romanik war die große illustrierte Bibel. Besonders nördlich der Alpen war sie vorwiegend mit historisierten, das heißt mit figürlich gestalteten, Initialen ausgeschmückt, die unabhängig vom illustrierten Text mit Fabelwesen, Chimären, zoomorphen Gestalten oder auch Alltagsszenen bevölkert wurden, die in der repräsentativen Kunst noch keinen Platz hatten. Charakteristische Stilelemente der Romanik sind feste Umrisslinien, eine klare Gewichtsverteilung der Figuren und ornamentale Symmetrie. Wahrscheinlich beruht ein Großteil der romanischen Miniaturen – ausgenommen die typischen Zierbuchstaben – auf der monumentalen Wandmalerei. Diese Abhängigkeitsverhältnisse sind heute kaum noch nachzuzeichnen, da sich nur sehr wenige romanische Fresken erhalten haben.

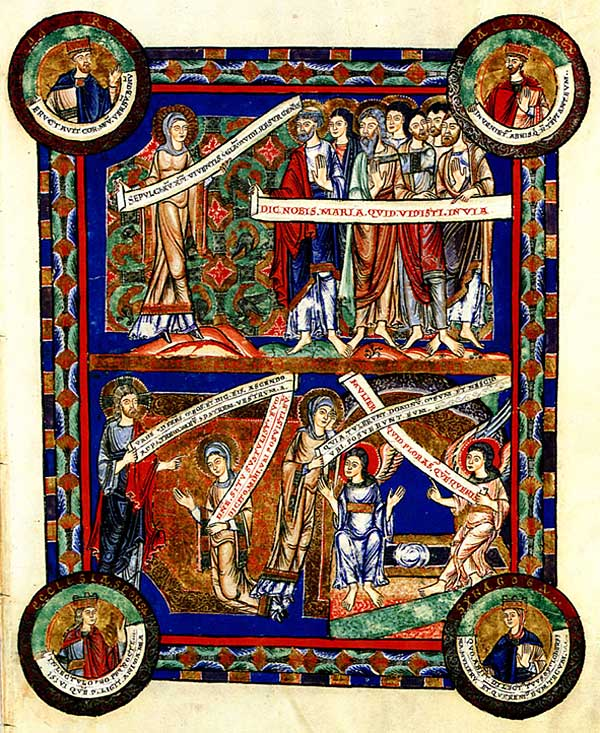
Evangeliar Heinrichs des Löwen (Kloster Helmarshausen, um 1170/80).

Als wichtigste Auftraggeber traten nun vor allem Bischöfe, Äbte und andere hohe Kleriker in Erscheinung, während Könige und Fürsten in der romanischen Epoche kaum noch als Stifter tätig waren. Als Ausnahme muss hier Heinrich der Löwe genannt werden, auf dessen Initiative unter anderem 1170/80 in Helmarshausen ein berühmtes, nach ihm benanntes Evangeliar entstand. Auf die zahlreichen Klostergründungen der Reformorden im 11. und vor allem im 12. Jahrhundert geht auch der sprunghafte Anstieg der Buchproduktion zurück. Besonders einflussreich wurde die zisterziensische Buchmalerei, bis die bilderfeindliche Einstellung Bernhards von Clairvaux in der zweiten Hälfte des 12. Jahrhunderts Illustrationen und historisierte Initialen weitgehend unterband. Wichtige Impulse gingen auch für die Buchmalerei von den Reformklöstern Cluny und Cîteaux aus. Beispiele dieser monastischen Buchmalerei sind die Bibel von Stephan Harding, und die Moralia in Iob, die beide um 1109/11 in Cîteaux hergestellt wurden. Förderlich für den Austausch von Büchern war die straffe Organisation zwischen Mutter- und Tochterklöstern.
Die italienischen Zentren der Buchmalerei waren Rom und Monte Cassino, wo byzantinische Stilelemente rezipiert wurden und von wo aus maßgeblicher Einfluss auf die romanische Buchmalerei, auch jene nördlich der Alpen ausgeübt werden sollte. Abt Desiderius, der spätere Papst Viktor III. holte byzantinische Maler an das Skriptorium des Klosters von Monte Cassino, die hier einen Stil entwickelten, der sich bald über ganz Europa verbreiten sollte. Gegen 1100 war im ganzen Abendland ein byzantinischer Einfluss zu spüren, wie etwa in Köln, wo italienische Künstler tätig waren. Die norditalienischen Skriptorien standen den mitteleuropäischen näher: Ivrea, Vercelli, Mailand, Piacenza, Modena, San Benedetto in Polirone und Bobbio. 
Hatte die französische Buchmalerei seit karolingischer Zeit stark an Ausstrahlungskraft verloren, so gewann sie in romanischer Zeit eine Hegemonialstellung in Europa, die wesentlich von den Klöstern Cluny und Cîteaux ausging. Während sich für Cîteaux die Stilentwicklung des Skriptoriums nachzeichnen lässt, ist dies für Cluny nicht möglich, da die Klosterbibliothek während der französischen Revolution zerstört wurde. Im Süden blieben die seit karolingischer Zeit produktiven Klöster bestimmend: Neben Limoges vor allem Albi und Saint-Gilles (Gard). Mehr und mehr rückte der Schwerpunkt der französischen Kunst in die Île de France, nach Chartres, Laon und Paris, wo die Universität von Paris ein bestimmender Faktor für die Buchproduktion war.

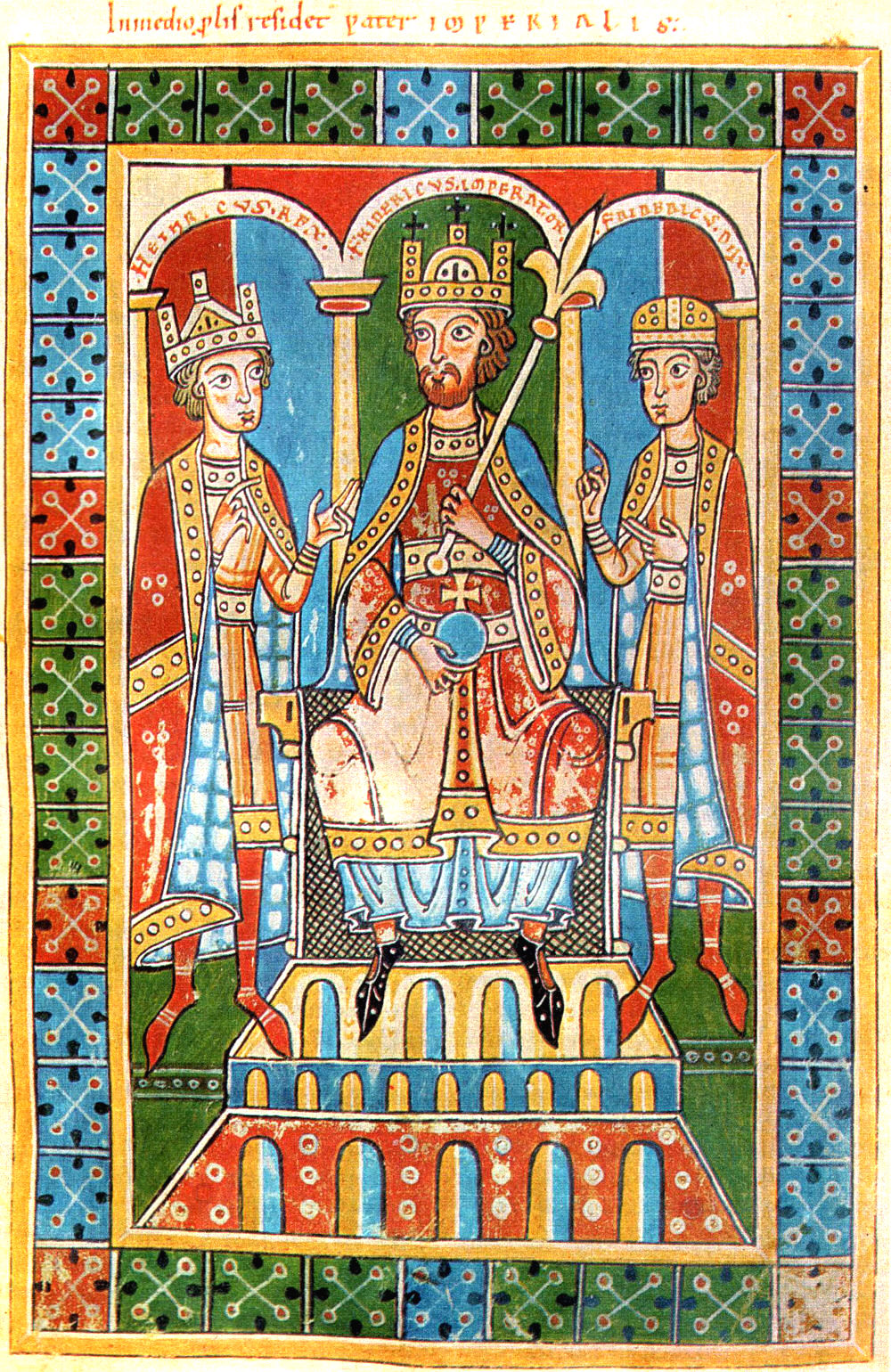
Welfenchronik (Weingarten, um 1190, Friedrich Barbarossa mit seinen Söhnen).

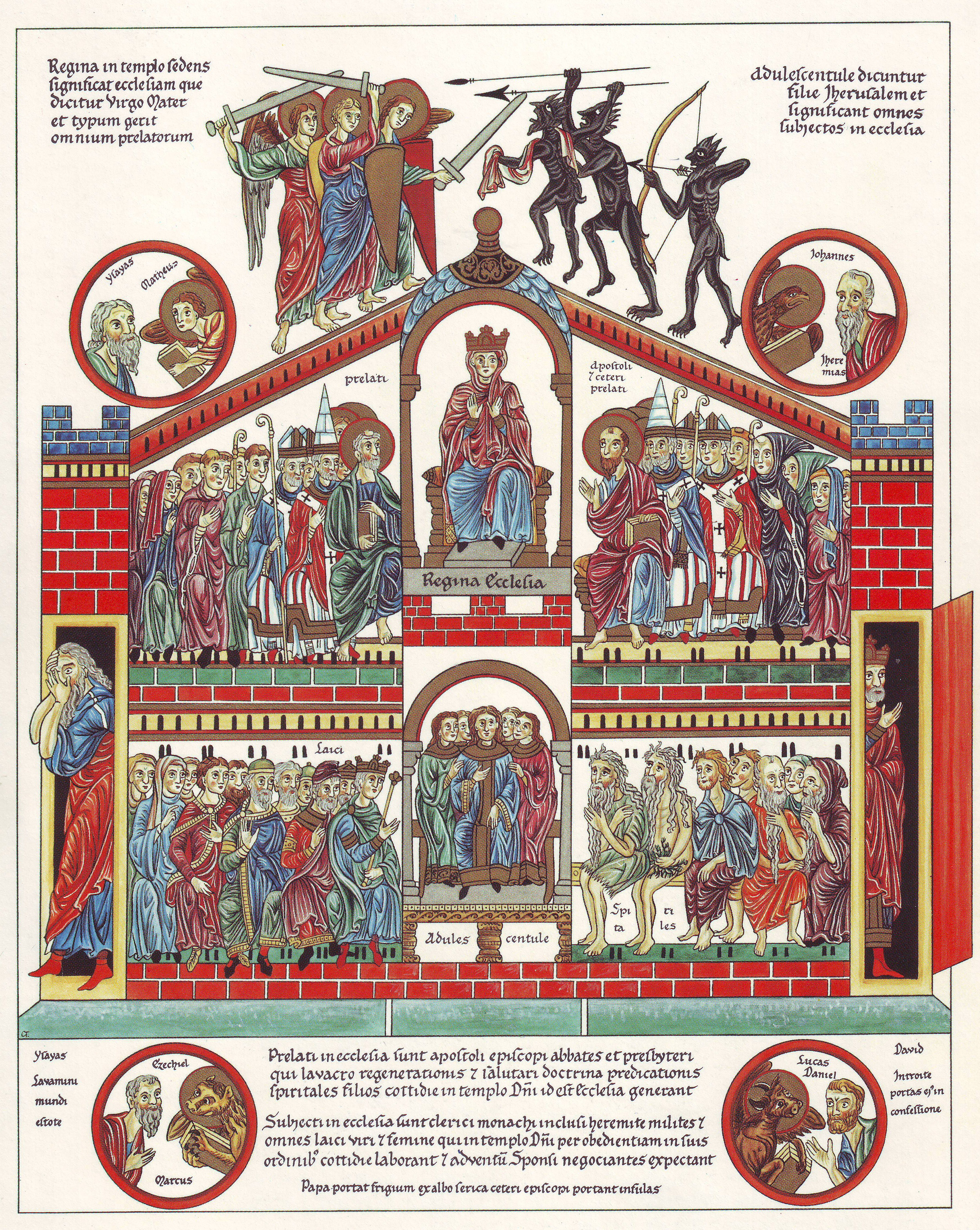
Darstellung der Kirche („Regina Ecclesia“) mit den Gläubigen aus dem Hortus Deliciarum der Herrad von Landsberg, Frauenkloster Odilienberg, um 1175

Das Maasland mit der Lütticher Kathedrale St. Lambertus und verschiedenen Klöstern im Umland war ein besonders einflussreiches Zentrum der romanischen Buchmalerei, das auch die Malschulen des Rheinlandes stark prägte: Köln, Siegburg, Prüm, Mainz, Maria Laach, Trier und Arnstein. Die rheinisch-thüringische Schule stand ebenso unter starkem byzantinischem Einfluss wie diejenige Salzburgs, die vornehmlich auf Sankt Florian, Admont und Mondsee einwirkte. In Süddeutschland, besonders in Schwaben, blühte die Buchmalerei unter anderem im cluniazensischen Reformkloster Hirsau, im welfischen Hauskloster Weingarten, dem elsässischen Frauenkloster Odilienberg und in den Klöstern Murbach, Zwiefalten, Regensburg, Würzburg sowie Bamberg. Die sächsisch-westfälische Buchmalerei wurde in Corvey, Hildesheim, Halberstadt, Helmarshausen und Goslar geprägt.
Zu den bekanntesten Handschriften aus dem deutschen Raum zählen neben dem Evangeliar Heinrichs des Löwen der Hortus Deliciarum der Herrad von Landsberg (Odilienberg, um 1176–1196), der Liber Scivias der Hildegard von Bingen (Rupertsberg, drittes Viertel des 12. Jahrhunderts) und das Zwiefaltener Passionale (Zwiefalten, zweites Viertel des 12. Jahrhunderts). Der nach den eckig gebrochenen Faltenwürfen benannte Zackenstil, wie er sich im Landgrafenpsalter (Niedersachsen, 1208–1213) findet, leitet in Deutschland von der Romanik zur Gotik über, die sich hier regional unterschiedlich etwa zwischen 1260 und 1300 durchsetzte.
In England dominierte zunächst weiterhin der Zeichenstil, der die angelsächsische Buchmalerei unter dem Einfluss des Utrechter Psalters in der Vorromanik geprägt hatte. Winchester und Canterbury blieben die bestimmenden Skriptorien, zu denen sich St. Albans, Rochester, Malmesbury, Hereford, Sherborne, Winchcombe und London gesellten. In der zweiten Hälfte des 12. Jahrhunderts bildete sich dann aber auch hier eine raffinierte Deckfarbenmalerei heraus. Begünstigt wurde das Eindringen romanischer Stilelemente durch die Verbindungen zu Frankreich seit der Eroberung Englands durch die Normannen 1066.
Berühmte englische Manuskripte sind der Albani-Psalter (um 1125) und die reich illustrierte Winchester-Bibel (um 1155–1185).

## Belege
1. ↑  Grimme, S. 108.
2. ↑  Wolfenbüttel, Herzog August Bibliothek, Cod. Guelf. 105 Noviss. fol. und München, Bayerische Staatsbibliothek, Clm. 30055.
3. ↑  Dijon, Bibliothèque publique, Mss. 12-15.
4. ↑  Dijon, Bibliothèque publique, Cod. 168-173
5. ↑  Fulda, Landesbibliothek, Ms. D 11.
6. ↑  Ehem. Straßburg, Stadtbibliothek, 1870 bei der Belagerung von Straßburg verbrannt.
7. ↑  Ehem. Wiesbaden, Hessische Landesbibliothek, Ms. I (verschollen).
8. ↑  Stuttgart, Württembergische Landesbibliothek, Cod. Bibl. fol. 56-58.
9. ↑  Stuttgart, Württembergische Landesbibliothek, Ms. HB II 24.